# Josef Maršál (malíř)
Josef Maršál (15. května 1951 Praha – 2003) byl český malíř a grafik, který od roku 1981, kdy emigroval z Československa, žil v Itálii a USA.

## Život
Věnoval se hlavně volné grafice a portrétní kresbě, především technice suché jehly. V jeho ateliéru ve Všehrdově ulici v Praze vznikly nejznámější série vytvořené touto technikou - typické portrétní cykly ze života pražských chodců, návštěvníků pražských hospůdek a typických obyvatel Malé Strany. Vytvořil také celou řadu pražských vedut, které jsou typické svým rukopisem a technickou dokonalostí v drobnokresbě. Vedle grafiky se Josef Maršál věnoval i portrétní malbě a krajinomalbě a knižní ilustraci. Během svého pobytu v Americe vytvořil sérii vánočních pohlednic zimního New Yorku.

## Výstavy
- 1987 – Spring in New York (Hudson Guild Art Gallery, New York, USA)
- 1988 – Josef Maršál : oil painting, drawing (Key West - Palm Beach,USA)
- 2002 – Umělci povodním (Praha)

## Publikace
- Jakub Krčil: Sebráno v New Yorku  (York, Nezávislé československé středisko, 1987)
- Slovník českých a slovenských výtvarných umělcù 1950… (Ostrava, Výtvarné centrum Chagall,1998)